# Musandam
|  | Aquest article tracta sobre . Si cerqueu península a l'extrem nord-est de la península Aràbiga, vegeu «Ras Musandam». |

La governació de Musandam (àrab: محافظة مسندم, muḥāfaẓat Musandam) és una governació d'Oman. Geogràficament, és als sortints de la península de Ras Musandam, a l'Estret d'Ormuz, l'entrada de l'estret en el Golf Pèrsic a la Península Aràbiga.
La península de Musandam és un exclavament d'Oman, separada de la resta del país pels Emirats Àrabs Units. La seva ubicació permet un control parcial d'Oman, que comparteix amb l'Iran, l'estratègic estret. L'escarpada costa s'assembla a les costes glacera tallats de les regions polars, però en aquest cas, la costa va ser formada pel moviment de l'escorça terrestre. La placa Aràbiga està empenyent lentament sota la placa eurasiàtica i va crear les muntanyes propenses als terratrèmols de l'Iran. En la vora davantera de la placa d'Aràbia, la península de Musandam s'està enfonsant. Les muntanyes de major elevació es mantenen per sobre de l'aigua, però el mar s'ha “afanyat” a omplir les valls amb d'aigua.

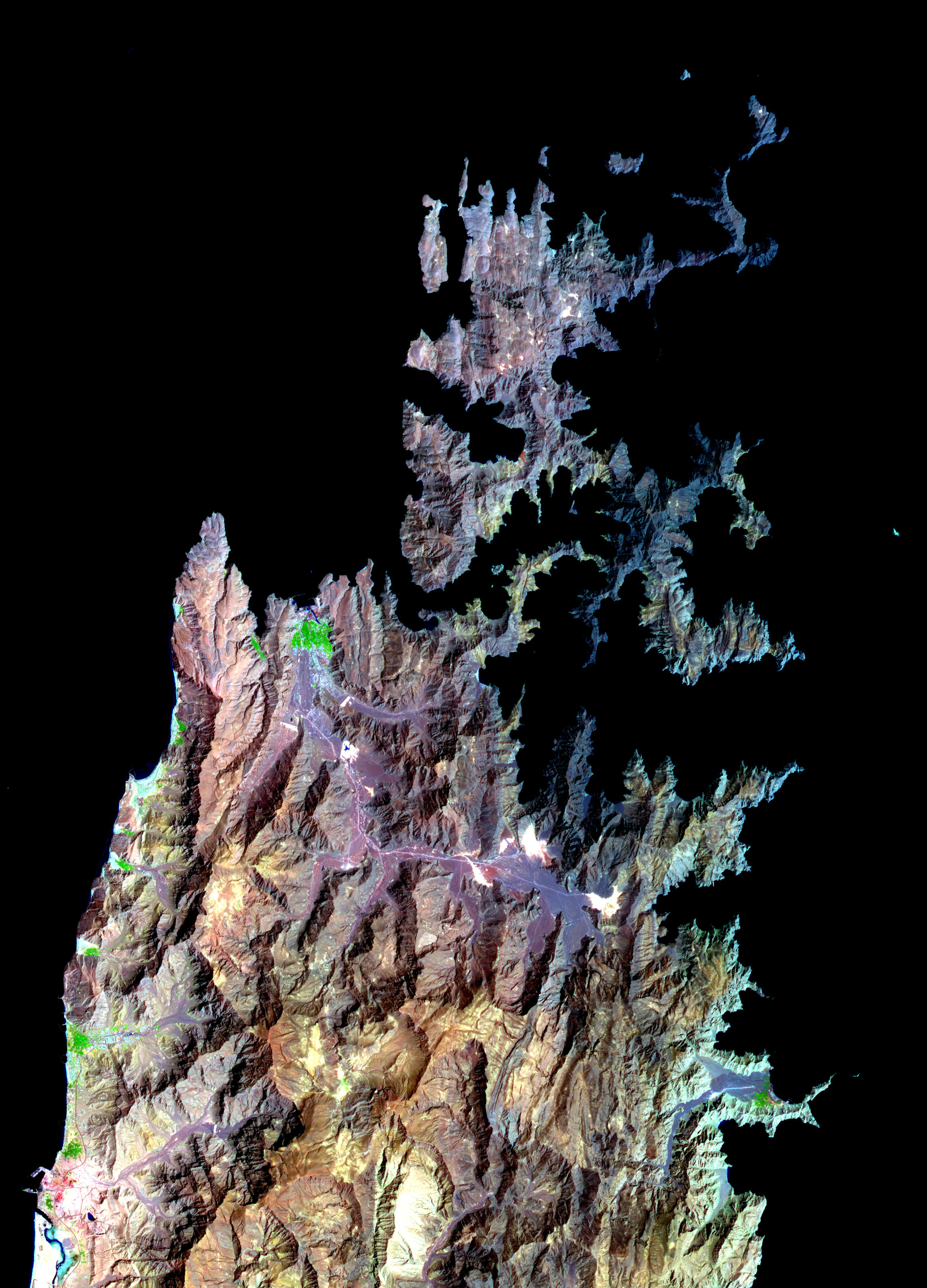
La península de Musandam vista des de l'espai. Qasab al nord (part superior) apareix en verd, cosa que el contrasta en aquesta imatge en fals color. El Khasab fa referència a la fertilitat del sòl.

A la part nord de Musandam, al voltant de Kumzar, es parla kumzari, que és una de les llengües iranianes al sud-oest i relacionat amb el luri i el persa. La península de Musandam té una superfície de 1.800 quilòmetres quadrats i una població de 31.425 persones. La connectivitat ha estat tradicionalment un problema per a la regió, però això ha millorat molt des de l'agost de 2008 amb el servei de ferri de passatgers més ràpid del món de llançament d'entre Muscat i Musandam.
La governació de Musandam consta de quatre districtes (wilayat): Qasab, Bukha, Dibba Al-Baya i Madha, (aquest darrer un enclavament a mig camí entre la resta de la governació i Oman). La ciutat de Qasab és el centre regional de la governació. La zona té una gran importància estratègica per la seva proximitat a l'Estret d'Ormuz. El cap administratiu de la governació es diu muhafiz (محافظ) / governador.